# Gradner-Kapelle (Favoriten)

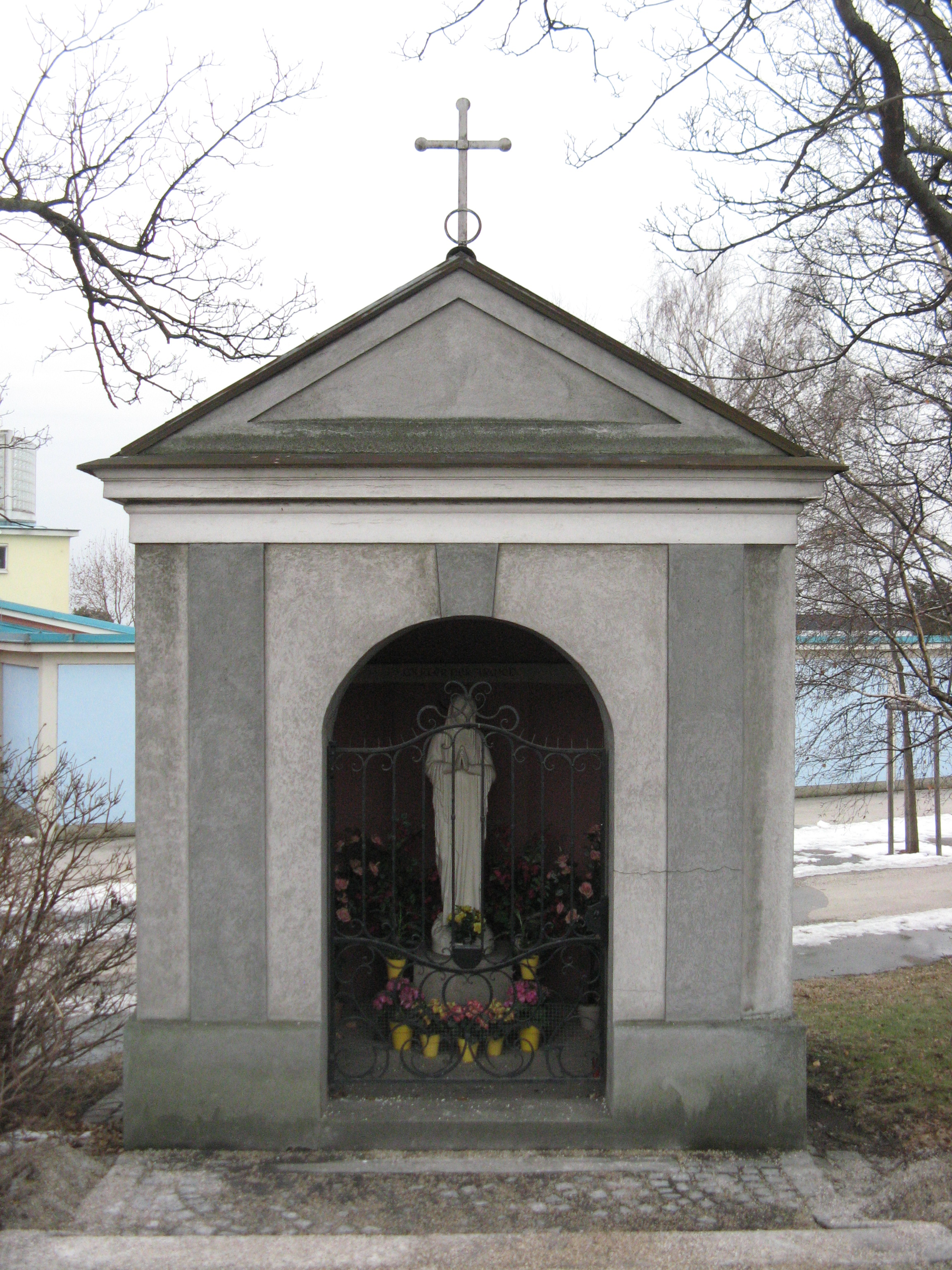
Gradner-Kapelle

Die Gradner-Kapelle, ursprünglich Gradinger-Kapelle genannt, ist ein sakraler Kleinbau im 10. Wiener Gemeindebezirk Favoriten. Sie steht in der Ludwig-von-Höhnel-Gasse 2 vor dem städtischen Laaerbergbad.

## Bau und Geschichte
Die Kapelle wurde 1828 von Johann Gradinger als Dank errichtet, nachdem seine scheu gewordenen Pferde auf der Höhe des Laaer Bergs durchgegangen waren und er den Unfall fast unverletzt überlebt hatte.
Bis 1959 stand sie an der Ecke Favoritenstraße/Ludwig-von-Höhnel-Gasse und wurde dann wegen Straßenumbauten um einige Meter nach Osten versetzt. Schließlich wurde 1973 beim Bau des Verteilerkreises Favoriten am heutigen Standort eine genaue Kopie der Originalkapelle errichtet und letztere abgerissen, da ein neuerlicher Abbau und Wiederaufbau nicht mehr möglich war.
Die gemauerte Kapelle hat einen rechteckige Grundriss und ein Satteldach mit bekrönendem Kreuz. Die Fassade ist mit Lisenen und einem Gesims gegliedert. In einer achteckigen Nische, abgeschlossen durch ein schmiedeeisernes Ziergitter, steht eine weiße Marienfigur, die der Madonna von Banneux (Wallfahrtsort in Belgien bei Lüttich) nachgebildet ist. Die Weihe der ursprünglichen Kapelle erfolgte am 24. Oktober 1959 durch Rektor Georg Jakob von Banneux.